# Tetranychus musae
Tetranychus musae är en spindeldjursart som beskrevs av Auger, Migeon och Flechtmann 2008. Tetranychus musae ingår i släktet Tetranychus och familjen Tetranychidae. Inga underarter finns listade i Catalogue of Life.